# Merhatovec
Merhatovec is een plaats in de gemeente Selnica in de Kroatische provincie Međimurje. De plaats telt 160 inwoners (2001).